# Млинки (Дністровський район)
Млинки́ — село в Україні, у Клішковецькій громаді Дністровського району Чернівецької області.

## Географія
Біля села бере початок річка Міоськи Рашківські (права притока Дністра). У селі розташований дендропарк «Млинки» і контора Клішківецького лісництва.

## Населення

### Мова
Розподіл населення за рідною мовою за даними перепису 2001 року:
| Мова       | Кількість | Відсоток |
| ---------- | --------- | -------- |
| українська | 479       | 98.97%   |
| російська  | 4         | 0.82%    |
| білоруська | 1         | 0.21%    |
| Усього     | 484       | 100%     |